# Padang Siring
Padang Siring is een bestuurslaag in het regentschap Bengkulu Selatan van de provincie Bengkulu, Indonesië. Padang Siring telt 648 inwoners (volkstelling 2010).